# Fűzfa-rőzsecincér
A fűzfa-rőzsecincér (Exocentrus stierlini) a cincérfélék családjába tartozó, Európában honos, fűzfákon élő bogárfaj. 

## Megjelenése
A fűzfa-rőzsecincér testhossza 4-6 mm. Az előtor oldalain egy-egy kis tüske látható, szárnyfedőinek oldalvonalai kb. háromnegyedéig párhuzamosak. Színe barnásvörös, a szárnyfedőket borító világos szőrök sárgásfehérek. A szárnyfedők középvonala mögött széles, sötét harántcsík látható, amely mind elöl, mind hátul élesen határolt; ezenkívül a pajzsocska mögött, az oldalszéleken és a szárnyfedő végén is található egy-egy elmosódott szélű sötét folt.

## Elterjedése és életmódja
Közép-Európa keleti felén honos, a Kárpát-medencétől Lengyelországig és Nyugat-Ukrajnáig. Magyarországon ritka, a Budapest melletti Háros-szigeten ismert állománya. 
Lárvája fűzfák (elsősorban csigolyafűz és hamvas fűz) száraz ágaiban fejlődik. A 0,5-3 cm átmérőjű ágakat preferálja; eleinte a kéreg alatt, majd a fában rág. Hosszanti galériákat készít (hosszuk akár 10 cm is lehet, szélességük 2-2,5 mm), ahol a kéreg alatt még egy nagyon vékony (0,1 mm) faréteget is meghagy. A galéria apró nyílással nyílik a külvilágra, amit finom törmelékkel dugaszol el. Fejlődése egy-két évig tart, majd a fában 7-12 mm hosszú és 3,5-4 mm széles bábkamrát készít, ahol bebábozódik. Az imágó június-augusztusban rajzik.
Magyarországon nem védett.

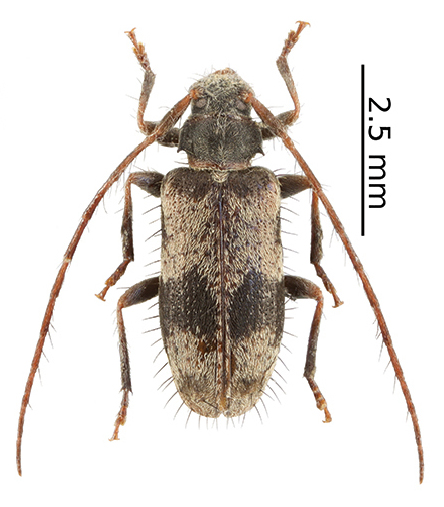
Hím példány